# Banco Peninsular
El Banco Peninsular, anteriormente Banco Alfaro, fue una institución financiera española, cuyo origen se remonta a 1879. Aunque la marca desapareció tras la desintegración de Rumasa, la ficha bancaria sigue activa con Openbank, del Banco Santander.

## Historia
El banco se constituyó por tiempo indefinido, mediante escritura de 1 de junio de 1879, con el nombre de P. Alfaro y Compañía, S. en C.. Fue fundado con un capital inicial de 95.000 pesetas aportado por Jover y Compañía, Pascual Herrero y Mariano González Dueñas, otorgando la gestión a don Pelayo Alfaro, que dio nombre a la sociedad.
En 1947 se convirtió en sociedad anónima como Banco Alfaro, S.A. y en 1959 cambió su denominación por la de Banco Peninsular, S.A. En 1970 el Banco Condal de Barcelona se convirtió en accionista mayoritario. En 1975 ambas sociedades fueron adquiridos por la familia Ruiz Mateos, pasando a formar parte del holding Rumasa.
En 1983 Rumasa fue expropiada por el Gobierno de España y, un año más tarde, las entidades financieras del grupo se repartieron entre los principales bancos privados del país. El Banco Español de Crédito (Banesto) se adjudicó el Peninsular, que contaba en esa fecha con una red de 45 oficinas y 248 personas en plantilla. La marca terminó desapareciendo poco después. 
En 1994 Banesto fue adquirido por el Banco Santander, tras una intervención del Banco de España. En 1995 el Santander constituyó Openbank a partir de la ficha bancaria del Banco Peninsular.